# Pastasciutta... amore mio!
Pastasciutta... amore mio (Fatso) è un film del 1980 diretto da Anne Bancroft. In questo suo debutto alla regia, perlopiù stroncato dalla critica, la Bancroft fa un omaggio alle sue origini italiane.

## Trama
Domenico Di Napoli è un quarantenne italoamericano - i suoi sono emigrati dal  Meridione - celibe e in sovrappeso. Vive insieme a un fratello in un appartamento bifamiliare occupato al piano terra dal cognato e da sua sorella Antonietta, insieme alla quale gestisce una cartoleria. Profondamente colpito dalla morte del cugino Sal dovuta ad analoghi problemi di obesità, e spinto da Antonietta, va in cura da un dietologo. Alle difficoltà a rispettare la cura dimagrante si sommano le inibizioni amorose nei confronti della polacca Lydia, proprietaria di un negozio di antiquariato.  